# فنوآندالا
فنوآندالا (به لاتین: Fenoandala) یک منطقهٔ مسکونی در ماداگاسکار است که در بخش بتیوکی-آتسیمو واقع شده‌است. فنوآندالا ۴٬۰۰۰ نفر جمعیت دارد و ۱۷۲ متر بالاتر از سطح دریا واقع شده‌است.